# Dictyaster xenophilus
Dictyaster xenophilus är en sjöstjärneart som beskrevs av James Wood-Mason och Alcock 1891. Dictyaster xenophilus ingår i släktet Dictyaster och familjen krullsjöstjärnor. Inga underarter finns listade i Catalogue of Life.